# MIAT Mongolian Airlines

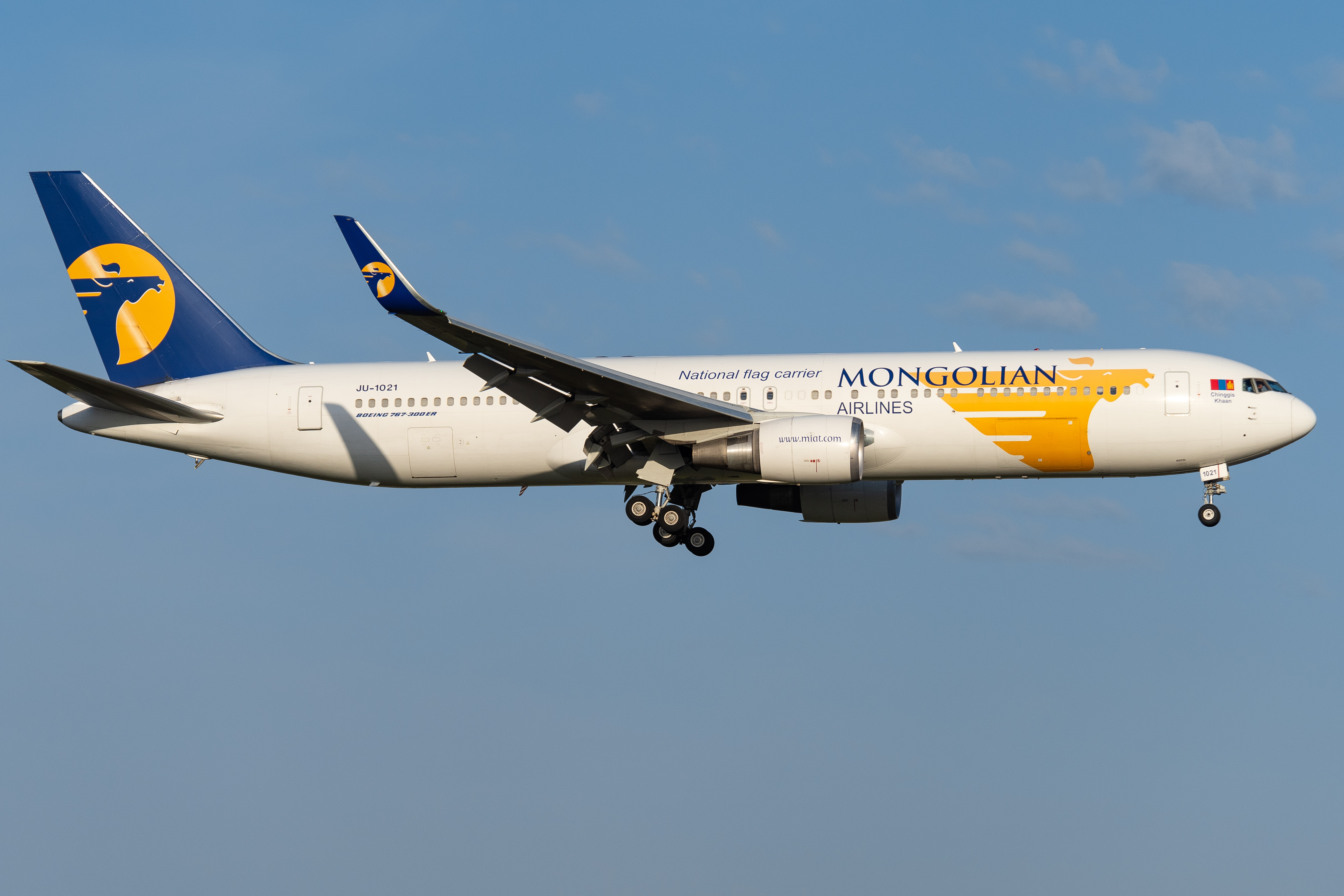
Boeing 767-300 w barwach przewoźnika

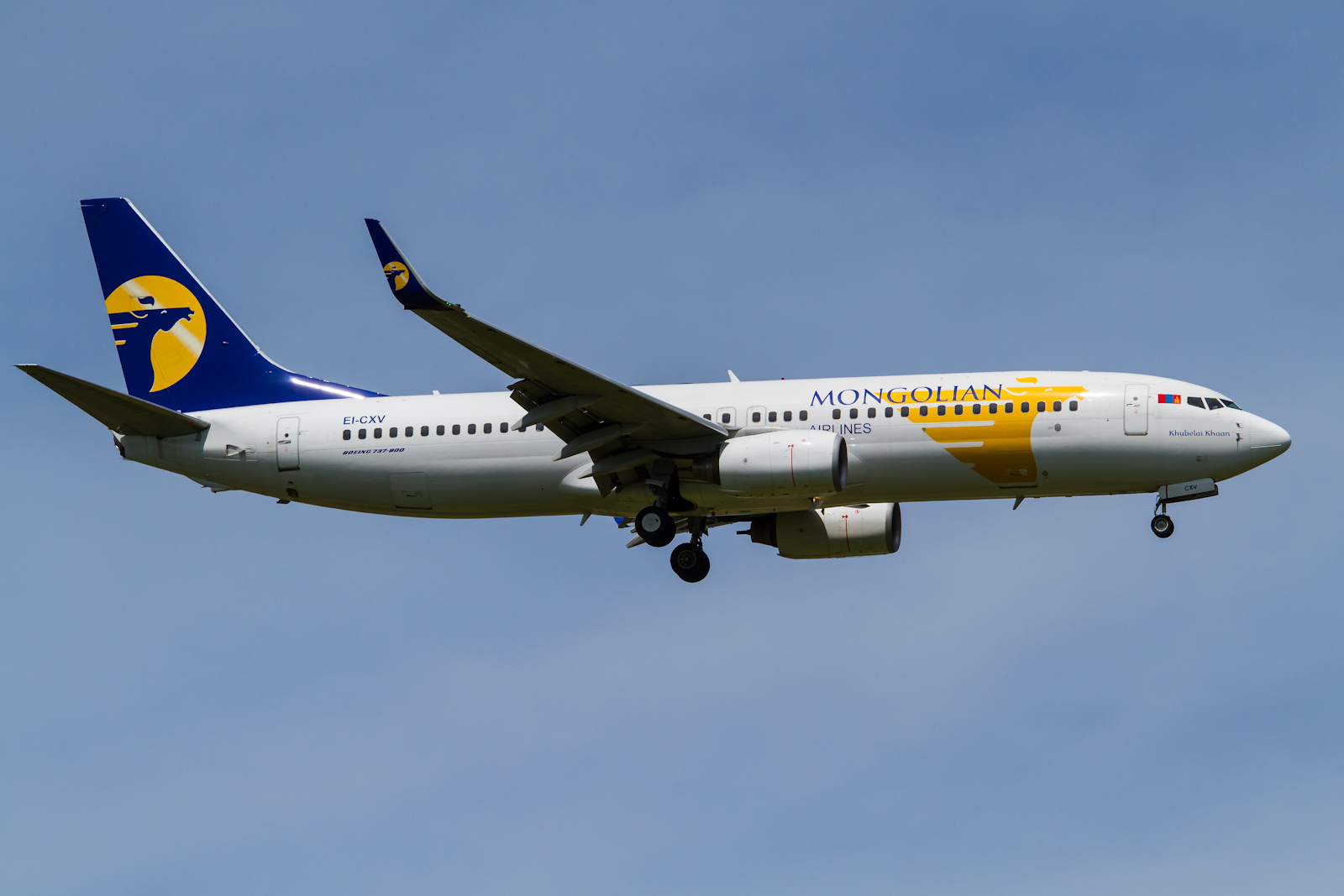
Boeing 737-800 należący do linii

MIAT Mongolian Airlines (Монголын Иргэний Агаарын Тээвэр) – mongolskie narodowe linie lotnicze powstałe w 1954 roku, obsługujące połączenia międzynarodowe i krajowe. Głównym lotniskiem linii jest Port lotniczy Ułan Bator.
Agencja ratingowa Skytrax przyznała przewoźnikowi 3 gwiazdki.

## Flota
Flota MIAT Mongolian Airlines składa się z 6 samolotów o średnim wieku 14,3 roku (stan na luty 2023 r.).
| Typ samolotu     | Liczba | Zamówionych | Uwagi |
| ---------------- | ------ | ----------- | ----- |
| Boeing 737-800   | 3      |             |       |
| Boeing 737 MAX 8 | 1      |             |       |
| Boeing 757-200   | 1      |             |       |
| Boeing 767-300   | 1      |             |       |
| Boeing 787-9     |        | 1           |       |

W przeszłości MIAT posiadał samoloty:
- An-2
- An-24
- An-26
- Ił-14
- Tu-154
- Mi-8
- Boeing 727-200
- Airbus A310-300
- Airbus A330-300

## Miasta docelowe
MIAT Mongolian Airlines obsługuje połączenia do 11 miast na dwóch kontynentach, wszystkie loty są z lub do Portu lotniczego Ułan Bator:

### Azja
- Chiny
  - Guangzhou (Port lotniczy Guangzhou)
  - Pekin (Port lotniczy Pekin, Port lotniczy Pekin-Daxing)
- Hongkong
  - Hongkong (Port lotniczy Hongkong)
- Japonia
  - Osaka (Port lotniczy Kansai)
  - Tokio (Port lotniczy Narita)
- Korea Południowa
  - Pusan (Port lotniczy Pusan-Kimhae)
  - Seul (Port lotniczy Seul-Inczon)
- Tajlandia
  - Bangkok (Port lotniczy Bangkok-Suvarnabhumi, Port lotniczy Bangkok-Don Muang)
  - Phuket (Port lotniczy Phuket)
- Turcja
  - Stambuł (Port lotniczy Stambuł)

### Europa
- Niemcy
  - Frankfurt nad Menem (Port lotniczy Frankfurt)